# 5e British Academy Film Awards
De 5e British Academy Film Awards of BAFTA Awards werden uitgereikt in 1952 voor de films uit 1951.

## Winnaars en genomineerden

### Beste Film
La Ronde (De Rotonde)
- No Resting Place
- Fröken Julie (Meisje Julie)
- The Red Badge of Courage
- Never Take No For An Answer
- Detective Story
- An American in Paris
- Edouard et Caroline (Eduard en Caroline)
- A Walk in the Sun
- The Magic Box
- The Browning Version
- Domenica D'Agosto (Zondag in augustus)
- The Sound of Fury
- The Magic Garden
- Fourteen Hours
- The Man in the White Suit
- White Corridors

### Beste Britse Film
The Lavender Hill Mob
- The Magic Box
- The Browning Version
- The Magic Garden
- The Man in the White Suit
- No Resting Place
- The Small Miracle
- White Corridors

### Beste Documentaire
Beaver Valley
- David
- Oil for the Twentieth Century
- Out of True
- Bezoek aan Picasso
- A Family Affair

### VNAward
Die Vier im Jeep (De vier in een Jeep)
- Power for All
- A Family Affair
- The Sound of Fury
- The Good Life

### Special Award
Gerald McBoing Boing
- Henry Moore
- Enterprise
- We've Come a Long Way
- Isle of Man T.T. 1950
- Mother's Day
- The Diesel Story